# Fridolina Rolfö
Pour les articles homonymes, voir Rolfo.
Fridolina Rolfö, née le 24 novembre 1993 à Kungsbacka en Suède, est une footballeuse internationale suédoise, évoluant au poste d'attaquante a Manchester United.

## Biographie

### En club
Le 16 octobre 2014, elle inscrit un triplé en Ligue des champions avec le Linköpings FC, lors d'un match contre Liverpool.
Le 15 août 2025 elle s'engage pour deux ans avec Manchester United.

### En équipe nationale
Avec les moins de 19 ans, Fridolina Rolfö participe au championnat d'Europe des moins de 19 ans 2011 organisé en Italie. Lors de la compétition, elle marque un doublé contre l'Ukraine.
Fridolina Rolfö dispute ensuite le championnat d'Europe des moins de 19 ans 2012 qui se déroule en Turquie. Lors de cette compétition, elle inscrit un but contre l'Irlande du Nord. La Suède remporte le tournoi en battant l'Espagne.
Elle est ensuite retenue par la sélectionneuse Pia Sundhage afin de participer aux Jeux olympiques d'été de 2016 organisés au Brésil.

## Palmarès
Linköpings FC
- Championnat de Suède (1) :
  - Championne en 2016
- Coupe de Suède (2) :
  - Vainqueure en 2014 et 2015

 VfL Wolfsburg
- Championnat d'Allemagne (1) :
  - Championne en 2020
- Coupe d'Allemagne (2) :
  - Vainqueure en 2020 et 2021
- Ligue des champions (0) :
  - Finaliste en 2020

 FC Barcelone
- Championnat d'Espagne (3) :
  - Championne en 2022, 2023 et 2024
- Coupe d'Espagne (2) :
  - Vainqueure en 2022 et 2024
- Supercoupe d'Espagne (3) :
  - Vainqueure en 2022, 2023 et 2024
- Ligue des champions (2) :
  - Vainqueure en 2023 et 2024

 Suède
- Jeux olympiques (0) :
  - Médaille d'argent en 2016 et 2020

 Suède -19 ans
- Euro U19 (1) :
  - Vainqueure en 2012